# Dose sans effet observable
Pour les articles homonymes, voir Noël (homonymie).
La dose sans effet observable (NOEL, de l'anglais no observed effect level) est l'acronyme qui désigne une unité de mesure utilisée en toxicologie et radiotoxicologie et plus particulièrement dans le domaine des faibles doses.
Cette unité désigne la dose sans aucun effet, c'est-à-dire la dose la plus élevée d’une substance qui ne provoque pas de modifications distinctes de celles observées chez les animaux contrôlés.
Attention, elle est établie pour un produit chimique ou une molécule ou un cocktail de molécules, mais ne tient pas compte des effets de potentialisation ou d'éventuelles synergies positives ou négatives avec d'autres molécules, conditions (par exemple température, rayonnement, etc.) ou substances (toxiques ou non).
La dose sans effet observable sert de base au calcul de la première dose d'exposition chez l’homme plutôt que l’exposition obtenue à la dose sans effet toxique observable (NOAEL). La FDA, dans ses recommandations, ne considère que la dose sans effet toxique observable.